# 三重新幹線構想

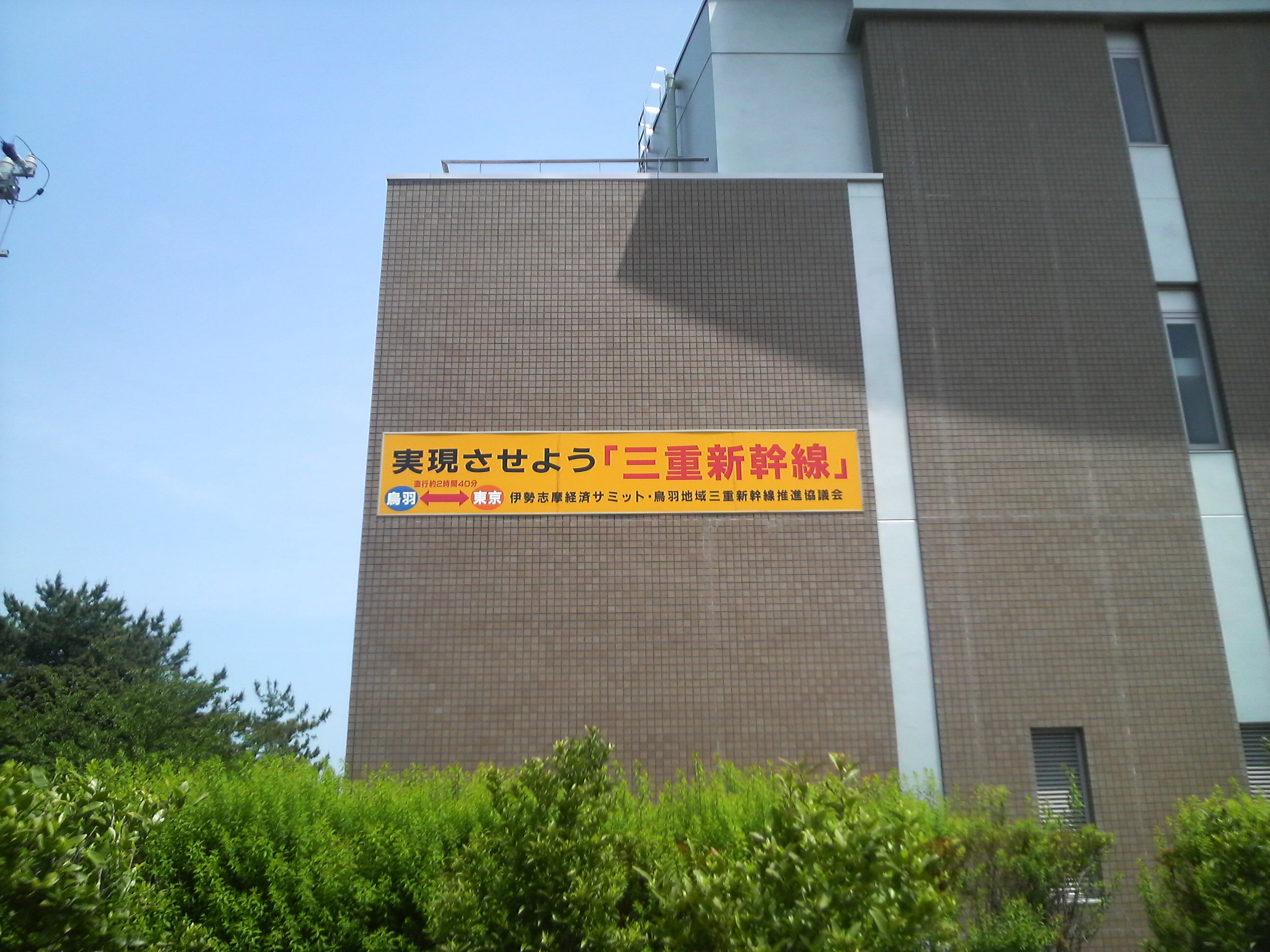
鳥羽商工会議所会館に掲げられた三重新幹線の看板

三重新幹線構想（みえしんかんせんこうそう）とは東京と三重県南部の間を直通するミニ新幹線を導入する構想のことである。

## 沿革
1995年（平成7年）の三重県知事選挙の際、知事候補であった北川正恭が公約として、「三重県内と東京を直結させる新幹線の構想」を打ち出したのが始まり。
知事に当選した後、三重県によるミニ新幹線導入の検討調査が行われ、1999年（平成11年）に「実現性あり」との最終結果が県議会に報告される。
これを受けて、鳥羽商工会議所などが中心となり三重新幹線推進協議会が設立されるなどした。
しかし、JR東海の「現状では導入不可能」という見解もあり、2003年（平成15年）に北川が退任するまでに実現できず、知事の退任で計画そのものも自然消滅した。ただし、その後も鳥羽商工会議所を中心とした誘致活動が続けられている。

### 年表
- 1995年（平成7年） - 三重県知事候補北川正恭が三重新幹線構想を公約として打ち出す。同年4月9日に三重県知事に当選する。
- 1998年（平成10年）3月6日 - 三重県が県議会総合交通対策特別委員会で東京 - 鳥羽間の試算を中間報告する[1]。
- 1999年（平成11年）6月23日 - 三重県が県議会生活振興委員会でミニ新幹線の導入可能性調査の最終結果を報告する[2]。
- 2001年（平成13年）4月19日 - 鳥羽地域三重新幹線推進協議会が設立する[3][4][5]。
- 2002年（平成14年）3月27日 - 伊勢市議会が「三重新幹線早期実現に関する決議」を可決する[6][7]。
- 2003年（平成15年）4月20日 - 北川正恭が三重県知事を退任する。
- 2004年（平成16年）12月17日 - 鳥羽商工会議所を中心に伊勢鳥羽志摩地方の経済団体や行政などで作る三重新幹線建設推進連絡会議が三重新幹線の早期実現を求める要望書と約27万8千人分の署名を北側一雄国土交通大臣に提出した[8][9]。

## 構想の内容
構想当初は在来線を利用する案と近鉄線を利用する案の2案を想定していた。

### JR線を利用する案
東京駅から東海道新幹線の車両と連結してきたミニ新幹線の車両を名古屋駅で切り離し、スイッチバックで軌道を変えた後、関西本線、伊勢鉄道伊勢線、紀勢本線、参宮線を経由して鳥羽駅、新宮駅に至る方式。紀勢本線などの線路は非電化・狭軌であるため、電化やミニ新幹線用のレール増設（三線軌化）が必要である。また名古屋駅の改良も必要となる。

### 近鉄線を利用する案
名古屋駅までは在来線案と同様、近鉄名古屋線、近鉄山田線、近鉄鳥羽線を経由して鳥羽駅に至る方式。近鉄の路線は新幹線と同様、標準軌であることから浮上した案。三重県での試算は在来線案のみであったため、具体的な検討はされていない。近鉄志摩線への導入については明記されていない。

## 三重県の試算
三重県は山形新幹線を手掛けたJR関連のコンサルティング会社に調査を委託、1999年（平成11年）6月23日 に行われた県議会生活振興委員会でミニ新幹線導入の試算を報告している。導入されれば東京 - 鳥羽間は約50分、東京 - 新宮間は約75分短縮される。事業費は名古屋 - 鳥羽間が約857億円、多気 - 新宮間が約659億円で総事業費は約1,516億円となり、工期は4年程度と想定した。需要予測は、1日当たりの旅客の増加数は、名古屋 - 鳥羽間が5,900人、多気－新宮間が2,000人、投資回収年は名古屋 - 鳥羽間が開業後7年目、多気 - 新宮間が同16年目と見込んだ。

## 鉄道会社の見解
当時の新聞記事によると、JR東海広報部は「東海道新幹線は輸送能力の限界に達しているため、ミニ新幹線の入る余地はない」、また近鉄広報室は「膨大な投資に見合うだけの効果が期待できるかどうか疑問である」との見解を示している。
また、1999年（平成11年）7月26日に津市で行われたリニア中央エクスプレス建設促進県期成同盟会の総会で、JR東海の中央新幹線計画部の部長が「東海道新幹線の輸送能力は限界に来ており、現状で違う列車を入れるのは不可能。中央新幹線が完成して、東海道新幹線に余裕ができれば、導入は可能になる。」と述べている。現時点では亀山市にリニアの途中駅を設置される予定である。